# Tuncer Kobaner
Tuncer Kobaner (Adana, 1933) è un ex cestista turco.

## Carriera
Con la Turchia ha disputato due edizioni dei Campionati europei (1961, 1963).